# Tamás Varga
Tamás Varga (Szolnok, 14 de julho de 1975) é um jogador de polo aquático húngaro, bicampeão olímpico.

## Carreira
Tamás Varga fez parte dos elencos campeões olímpicos de 2004, 2008.